# She Wolf (album)
She Wolf (tiếng Tây Ban Nha: Loba) là album phòng thu thứ tám và cũng là album tiếng Anh thứ ba của ca sĩ kiêm sáng tác nhạc người Colombia Shakira, phát hành ngày 9 tháng 10 năm 2009 bởi Epic Records. Đây là album phòng thu tiếng Anh đầu tiên của cô sau bốn năm kể từ Oral Fixation Vol. 2 (2005), và Shakira cũng đóng vai trò điều hành sản xuất dự án với Amanda Ghost, người từng đồng sáng tác bản song ca năm 2007 của nữ ca sĩ với Beyoncé "Beautiful Liar". Ngoài ra, cô cũng hợp tác với nhiều nhà sản xuất khác nhau, như The Neptunes, John Hill, Wyclef Jean, Lukas Burton, Future Cut, Jerry Duplessis và Timbaland. Khác với phong cách Latin pop và pop rock quen thuộc trong những đĩa nhạc trước, She Wolf là một bản thu âm electropop, new wave và electro-disco, kết hợp với những ảnh hưởng từ folk và world music. Nội dung ca từ của album chủ yếu đề cập đến tình yêu và những mối quan hệ, dựa trên những cuộc trò chuyện của nữ ca sĩ với những người bạn nữ của cô.
She Wolf có sự tham gia góp giọng từ Wyclef Jean, Kid Cudi và Lil Wayne, và bao gồm một số bản nhạc được phát hành song song với hai phiên bản tiếng Anh và tiếng Tây Ban Nha, đồng thời ra mắt ở thị trường Mỹ Latinh với tên gọi Loba. Sau khi phát hành, album nhận được những phản ứng tích cực từ các nhà phê bình âm nhạc, trong đó họ đánh giá cao những thể nghiệm trong âm nhạc và khâu sản xuất của tác phẩm. Đĩa nhạc cũng gặt hái những thành công đáng kể về mặt thương mại khi đứng đầu các bảng xếp hạng tại Ireland, Ý, Mexico và Thụy Sĩ, đồng thời lọt vào top 10 ở nhiều quốc gia khác, bao gồm vươn đến top 5 ở những thị trường lớn như Áo, Hà Lan, Đức, Tây Ban Nha và Vương quốc Anh. She Wolf ra mắt ở vị trí thứ 15 trên bảng xếp hạng Billboard 200 tại Hoa Kỳ với 89,000 bản, trở thành album thứ tư của Shakira vươn đến top 20 nhưng lại là đĩa nhạc tiếng Anh đầu tiên của cô không lọt vào top 10. Tính đến nay, album đã bán được hơn hai triệu bản trên toàn thế giới.
Bốn đĩa đơn đã được phát hành từ She Wolf. Bài hát chủ đề được chọn làm đĩa đơn mở đường và lọt vào top 10 ở hơn 12 quốc gia, đồng thời đạt vị trí thứ 11 trên bảng xếp hạng Billboard Hot 100. Đĩa đơn tiếp theo "Did It Again" được phát hành trên toàn cầu ngoại trừ Hoa Kỳ, nơi được thay thế bằng "Give It Up to Me", và đều gặt hái những thành công tương đối trên toàn cầu. Đĩa đơn cuối cùng "Gypsy" vươn đến top 10 ở một số thị trường như Đức, Mexico và Tây Ban Nha, nhưng đạt thứ hạng thấp ở những quốc gia khác. Để quảng bá album, Shakira xuất hiện trình diễn trên nhiều chương trình truyền hình và lễ trao giải lớn, như America's Got Talent, The Ellen DeGeneres Show, Jimmy Kimmel Live!, Saturday Night Live, giải Âm nhạc châu Âu của MTV năm 2009 và giải thưởng Âm nhạc Mỹ năm 2009, cũng như thực hiện chuyến lưu diễn The Sun Comes Out World Tour (2010-11) với 106 đêm diễn và đi qua bốn châu lục, sau đó trở thành một trong những chuyến lưu diễn có doanh thu cao nhất của nghệ sĩ Latinh.

## Danh sách bài hát
| She Wolf – Phiên bản tiêu chuẩn | She Wolf – Phiên bản tiêu chuẩn | She Wolf – Phiên bản tiêu chuẩn                         | She Wolf – Phiên bản tiêu chuẩn    | She Wolf – Phiên bản tiêu chuẩn       | She Wolf – Phiên bản tiêu chuẩn |
| STT                             | Nhan đề                         | Phổ lời                                                 | Phổ nhạc                           | Sản xuất                              | Thời lượng                      |
| ------------------------------- | ------------------------------- | ------------------------------------------------------- | ---------------------------------- | ------------------------------------- | ------------------------------- |
| 1.                              | "She Wolf"                      | Shakira                                                 | Shakira John Hill Sam Endicott     | Shakira Hill                          | 3:10                            |
| 2.                              | "Did It Again"                  | Shakira Pharrell Williams                               | Shakira Williams                   | Shakira The Neptunes                  | 3:13                            |
| 3.                              | "Long Time"                     | Shakira Williams                                        | Shakira Williams                   | Shakira The Neptunes                  | 2:56                            |
| 4.                              | "Why Wait"                      | Shakira Williams                                        | Shakira Williams                   | Shakira The Neptunes                  | 3:43                            |
| 5.                              | "Good Stuff"                    | Shakira Williams                                        | Shakira Williams                   | Shakira The Neptunes                  | 3:18                            |
| 6.                              | "Men in This Town"              | Shakira                                                 | Shakira Hill Endicott              | Shakira Hill                          | 3:36                            |
| 7.                              | "Gypsy"                         | Amanda Ghost Shakira Ian Dench Carl Sturken Evan Rogers | Ghost Shakira Dench Sturken Rogers | Shakira Ghost Lukas Burton Future Cut | 3:18                            |
| 8.                              | "Spy" (hợp tác với Wyclef Jean) | Shakira Jean                                            | Shakira Jean                       | Shakira Jean Jerry Duplessis          | 3:27                            |
| 9.                              | "Mon Amour"                     | Shakira Albert Menendez                                 | Shakira Menendez                   | Shakira Hill                          | 4:06                            |
| 10.                             | "Lo Hecho Está Hecho"           | Shakira Jorge Drexler                                   | Shakira Williams                   | Shakira The Neptunes                  | 3:13                            |
| 11.                             | "Años Luz"                      | Shakira Drexler                                         | Shakira Williams                   | Shakira The Neptunes                  | 3:44                            |
| 12.                             | "Loba"                          | Shakira Drexler                                         | Shakira Hill Endicott              | Shakira Hill                          | 3:09                            |
| Tổng thời lượng:                | Tổng thời lượng:                | Tổng thời lượng:                                        | Tổng thời lượng:                   | Tổng thời lượng:                      | 40:50                           |

| She Wolf – Phiên bản tại Nhật Bản (bản nhạc kèm theo) | She Wolf – Phiên bản tại Nhật Bản (bản nhạc kèm theo) | She Wolf – Phiên bản tại Nhật Bản (bản nhạc kèm theo) | She Wolf – Phiên bản tại Nhật Bản (bản nhạc kèm theo) | She Wolf – Phiên bản tại Nhật Bản (bản nhạc kèm theo) | She Wolf – Phiên bản tại Nhật Bản (bản nhạc kèm theo) |
| STT                                                   | Nhan đề                                               | Phổ lời                                               | Phổ nhạc                                              | Sản xuất                                              | Thời lượng                                            |
| ----------------------------------------------------- | ----------------------------------------------------- | ----------------------------------------------------- | ----------------------------------------------------- | ----------------------------------------------------- | ----------------------------------------------------- |
| 13.                                                   | "She Wolf" (Calvin Harris remix)                      | Shakira                                               | Shakira Hill Endicott                                 | Shakira Hill                                          | 4:46                                                  |

| She Wolf – Phiên bản tại Trung Đông (bản nhạc kèm theo) | She Wolf – Phiên bản tại Trung Đông (bản nhạc kèm theo) | She Wolf – Phiên bản tại Trung Đông (bản nhạc kèm theo) | She Wolf – Phiên bản tại Trung Đông (bản nhạc kèm theo) | She Wolf – Phiên bản tại Trung Đông (bản nhạc kèm theo) | She Wolf – Phiên bản tại Trung Đông (bản nhạc kèm theo) |
| STT                                                     | Nhan đề                                                 | Phổ lời                                                 | Phổ nhạc                                                | Sản xuất                                                | Thời lượng                                              |
| ------------------------------------------------------- | ------------------------------------------------------- | ------------------------------------------------------- | ------------------------------------------------------- | ------------------------------------------------------- | ------------------------------------------------------- |
| 13.                                                     | "She Wolf" (Said Mrad remix)                            | Shakira                                                 | Shakira Hill Endicott                                   | Shakira Hill                                            | 5:42                                                    |
| 14.                                                     | "She Wolf" (Fahmy & Samba's SphinxMix club mix)         | Shakira                                                 | Shakira Hill Endicott                                   | Shakira Hill                                            | 3:59                                                    |
| 15.                                                     | "She Wolf" (Mindloop Collective mix)                    | Shakira                                                 | Shakira Hill Endicott                                   | Shakira Hill                                            | 3:44                                                    |

| She Wolf – Phiên bản mở rộng | She Wolf – Phiên bản mở rộng               | She Wolf – Phiên bản mở rộng                                            | She Wolf – Phiên bản mở rộng              | She Wolf – Phiên bản mở rộng | She Wolf – Phiên bản mở rộng |
| STT                          | Nhan đề                                    | Phổ lời                                                                 | Phổ nhạc                                  | Sản xuất                     | Thời lượng                   |
| ---------------------------- | ------------------------------------------ | ----------------------------------------------------------------------- | ----------------------------------------- | ---------------------------- | ---------------------------- |
| 10.                          | "Loba"                                     | Shakira Drexler                                                         | Shakira Hill Endicott                     | Shakira Hill                 | 3:09                         |
| 11.                          | "Lo Hecho Está Hecho"                      | Shakira Drexler                                                         | Shakira Williams                          | Shakira The Neptunes         | 3:13                         |
| 12.                          | "Años Luz"                                 | Shakira Drexler                                                         | Shakira Williams                          | Shakira The Neptunes         | 3:44                         |
| 13.                          | "Give It Up to Me" (hợp tác với Lil Wayne) | Shakira Timothy Mosley Dwayne Carter Amanda Ghost Jerome "J-Roc" Harmon | Shakira Mosley Carter Amanda Ghost Harmon | Timbaland Harmon             | 3:06                         |
| 14.                          | "Did It Again" (hợp tác với Kid Cudi)      | Shakira Williams Scott Mescudi                                          | Shakira Williams                          | Shakira The Neptunes         | 3:50                         |
| 15.                          | "Gypsy" (trực tiếp)                        | Amanda Ghost Shakira Dench Sturken Rogers                               | Amanda Ghost Shakira Dench Sturken Rogers |                              | 3:27                         |
| 16.                          | "She Wolf" (trực tiếp)                     | Shakira                                                                 | Shakira Hill Endicott                     |                              | 3:11                         |

| She Wolf – Phiên bản LP mở rộng năm 2024 | She Wolf – Phiên bản LP mở rộng năm 2024   | She Wolf – Phiên bản LP mở rộng năm 2024                                | She Wolf – Phiên bản LP mở rộng năm 2024  | She Wolf – Phiên bản LP mở rộng năm 2024 | She Wolf – Phiên bản LP mở rộng năm 2024 |
| STT                                      | Nhan đề                                    | Phổ lời                                                                 | Phổ nhạc                                  | Sản xuất                                 | Thời lượng                               |
| ---------------------------------------- | ------------------------------------------ | ----------------------------------------------------------------------- | ----------------------------------------- | ---------------------------------------- | ---------------------------------------- |
| 10.                                      | "Loba"                                     | Shakira Drexler                                                         | Shakira Hill Endicott                     | Shakira Hill                             | 3:09                                     |
| 11.                                      | "Lo Hecho Está Hecho"                      | Shakira Drexler                                                         | Shakira Williams                          | Shakira The Neptunes                     | 3:13                                     |
| 12.                                      | "Años Luz"                                 | Shakira Drexler                                                         | Shakira Williams                          | Shakira The Neptunes                     | 3:44                                     |
| 13.                                      | "Give It Up to Me" (hợp tác với Lil Wayne) | Shakira Timothy Mosley Dwayne Carter Amanda Ghost Jerome "J-Roc" Harmon | Shakira Mosley Carter Amanda Ghost Harmon | Timbaland Harmon                         | 3:06                                     |
| 14.                                      | "Did It Again" (hợp tác với Kid Cudi)      | Shakira Williams Scott Mescudi                                          | Shakira Williams                          | Shakira The Neptunes                     | 3:50                                     |
| 15.                                      | "Gitana"                                   | Amanda Ghost Shakira Dench Sturken Rogers Drexler                       |                                           |                                          | 3:27                                     |

| She Wolf – Phiên bản nhạc số mở rộng năm 2024 | She Wolf – Phiên bản nhạc số mở rộng năm 2024 | She Wolf – Phiên bản nhạc số mở rộng năm 2024 | She Wolf – Phiên bản nhạc số mở rộng năm 2024 | She Wolf – Phiên bản nhạc số mở rộng năm 2024 | She Wolf – Phiên bản nhạc số mở rộng năm 2024 |
| STT                                           | Nhan đề                                       | Phổ lời                                       | Phổ nhạc                                      | Sản xuất                                      | Thời lượng                                    |
| --------------------------------------------- | --------------------------------------------- | --------------------------------------------- | --------------------------------------------- | --------------------------------------------- | --------------------------------------------- |
| 16.                                           | "Lo Hecho Está Hecho" (hợp tác với Pitbull)   | Shakira Drexler Armando Pérez                 | Shakira Williams                              | Shakira The Neptunes                          | 4:24                                          |
| 17.                                           | "Gypsy" (trực tiếp)                           | Amanda Ghost Shakira Dench Sturken Rogers     | Amanda Ghost Shakira Dench Sturken Rogers     |                                               | 3:27                                          |
| 18.                                           | "She Wolf" (trực tiếp)                        | Shakira                                       | Shakira Hill Endicott                         |                                               | 3:11                                          |

| Loba – Phiên bản tiêu chuẩn | Loba – Phiên bản tiêu chuẩn     | Loba – Phiên bản tiêu chuẩn |
| STT                         | Nhan đề                         | Thời lượng                  |
| --------------------------- | ------------------------------- | --------------------------- |
| 1.                          | "Loba"                          | 3:09                        |
| 2.                          | "Lo Hecho Está Hecho"           | 3:13                        |
| 3.                          | "Años Luz"                      | 3:44                        |
| 4.                          | "Long Time"                     | 2:56                        |
| 5.                          | "Good Stuff"                    | 3:18                        |
| 6.                          | "Men in This Town"              | 3:36                        |
| 7.                          | "Gypsy"                         | 3:18                        |
| 8.                          | "Spy" (hợp tác với Wyclef Jean) | 3:27                        |
| 9.                          | "Mon Amour"                     | 4:06                        |
| 10.                         | "Did It Again"                  | 3:13                        |
| 11.                         | "Why Wait"                      | 3:43                        |
| 12.                         | "She Wolf"                      | 3:10                        |

| Loba – Phiên bản mở rộng | Loba – Phiên bản mở rộng                    | Loba – Phiên bản mở rộng                          | Loba – Phiên bản mở rộng |
| STT                      | Nhan đề                                     | Phổ lời                                           | Thời lượng               |
| ------------------------ | ------------------------------------------- | ------------------------------------------------- | ------------------------ |
| 13.                      | "Gitana"                                    | Amanda Ghost Shakira Dench Sturken Rogers Drexler | 3:27                     |
| 14.                      | "Lo Hecho Está Hecho" (hợp tác với Pitbull) |                                                   | 4:24                     |
| 15.                      | "Gypsy" (trực tiếp)                         |                                                   | 3:27                     |
| 16.                      | "She Wolf" (Deeplick Club remix)            |                                                   | 7:05                     |
| 17.                      | "Loba" (Deep Mariano radio mix)             |                                                   | 4:34                     |

| Loba – Phiên bản tại Tây Ban Nha, Mexico và Argentina | Loba – Phiên bản tại Tây Ban Nha, Mexico và Argentina | Loba – Phiên bản tại Tây Ban Nha, Mexico và Argentina |
| STT                                                   | Nhan đề                                               | Thời lượng                                            |
| ----------------------------------------------------- | ----------------------------------------------------- | ----------------------------------------------------- |
| 1.                                                    | "Loba"                                                | 3:09                                                  |
| 2.                                                    | "Lo Hecho Está Hecho"                                 | 3:13                                                  |
| 3.                                                    | "Años Luz"                                            | 3:44                                                  |
| 4.                                                    | "She Wolf"                                            | 3:10                                                  |
| 5.                                                    | "Did It Again"                                        | 3:13                                                  |
| 6.                                                    | "Long Time"                                           | 2:56                                                  |
| 7.                                                    | "Why Wait"                                            | 3:43                                                  |
| 8.                                                    | "Good Stuff"                                          | 3:18                                                  |
| 9.                                                    | "Men in This Town"                                    | 3:36                                                  |
| 10.                                                   | "Gypsy"                                               | 3:18                                                  |
| 11.                                                   | "Spy" (hợp tác với Wyclef Jean)                       | 3:27                                                  |
| 12.                                                   | "Mon Amour"                                           | 4:06                                                  |
| 13.                                                   | "Give It Up to Me" (hợp tác với Lil Wayne)            | 3:06                                                  |
| 14.                                                   | "Did It Again" (hợp tác với Kid Cudi)                 | 3:50                                                  |
| 15.                                                   | "Gypsy" (trực tiếp)                                   | 3:27                                                  |
| 16.                                                   | "She Wolf" (trực tiếp)                                | 3:11                                                  |
| 17.                                                   | "Lo Hecho Está Hecho" (hợp tác với Pitbull)           | 4:24                                                  |

| Loba – Phiên bản cao cấp (DVD kèm theo) | Loba – Phiên bản cao cấp (DVD kèm theo) | Loba – Phiên bản cao cấp (DVD kèm theo) |
| STT                                     | Nhan đề                                 | Thời lượng                              |
| --------------------------------------- | --------------------------------------- | --------------------------------------- |
| 1.                                      | "She Wolf" (video ca nhạc)              | 3:49                                    |
| 2.                                      | "She Wolf" (hậu trường video)           | 16:33                                   |
| 3.                                      | "Gypsy" (trực tiếp)                     | 3:27                                    |
| 4.                                      | "Why Wait" (trực tiếp)                  | 3:24                                    |
| 5.                                      | "Interview"                             | 5:11                                    |

## Xếp hạng
| Bảng xếp hạng (2009-10)                  | Vị trí cao nhất |
| ---------------------------------------- | --------------- |
| Album Áo (Ö3 Austria)                    | 4               |
| Album Bỉ (Ultratop Vlaanderen)           | 12              |
| Album Bỉ (Ultratop Wallonie)             | 11              |
| Album Brazil (ABPD)                      | 11              |
| Album Canada (Billboard)                 | 18              |
| Album Croatia Quốc tế (HDU)              | 6               |
| Album Cộng hòa Séc (ČNS IFPI)            | 89              |
| Album Đan Mạch (Hitlisten)               | 31              |
| Album Hà Lan (Album Top 100)             | 5               |
| Album Châu Âu (Billboard)                | 2               |
| Album Phần Lan (Suomen virallinen lista) | 21              |
| Album Pháp (SNEP)                        | 7               |
| Album Đức (Offizielle Top 100)           | 3               |
| Album Hy Lạp (IFPI)                      | 22              |
| Irish Albums (IRMA)                      | 1               |
| Album Ý (FIMI)                           | 1               |
| Album Nhật Bản (Oricon)                  | 26              |
| Album Mexico (Top 100 Mexico)            | 1               |
| Album Na Uy (VG-lista)                   | 24              |
| Album Ba Lan (ZPAV)                      | 17              |
| Album Bồ Đào Nha (AFP)                   | 5               |
| Album Scotland (OCC)                     | 3               |
| Album Tây Ban Nha (PROMUSICAE)           | 2               |
| Album Thụy Điển (Sverigetopplistan)      | 23              |
| Album Thụy Sĩ (Schweizer Hitparade)      | 1               |
| Album Anh Quốc (OCC)                     | 4               |
| Album Hoa Kỳ Billboard 200               | 15              |

| Bảng xếp hạng (2009)                | Vị trí |
| ----------------------------------- | ------ |
| Album Pháp (SNEP)                   | 121    |
| Album Ý (FIMI)                      | 94     |
| Album Mexico (AMPROFON)             | 12     |
| Album Tây Ban Nha (PROMUSICAE)      | 38     |
| Album Thụy Sĩ (Schweizer Hitparade) | 78     |
| Album Anh Quốc (OCC)                | 165    |
| Bảng xếp hạng (2010)                | Vị trí |
| Album Châu Âu (Billboard)           | 74     |
| Album Hungaria (MAHASZ)             | 69     |
| Album Ý (FIMI)                      | 17     |
| Album Mexico (AMPROFON)             | 41     |
| Album Tây Ban Nha (PROMUSICAE)      | 24     |
| Album Thụy Sĩ (Schweizer Hitparade) | 84     |
| Hoa Kỳ Billboard 200                | 114    |

## Chứng nhận
| Quốc gia | Chứng nhận       | Số đơn vị/doanh số chứng nhận |
| --- | ---------------- | ----------------------------- |
| Argentina (CAPIF) | Vàng             | 20.000^                       |
| Argentina (CAPIF) Loba | Vàng             | 20.000^                       |
| Brasil (Pro-Música Brasil) | Bạch kim         | 60.000‡                       |
| Canada (Music Canada) | Vàng             | 40.000‡                       |
| Chile (IFPI Chile) | Vàng             | 7.500*                        |
| Colombia (ASINCOL) | 2× Bạch kim      | 15,000                        |
| Pháp (SNEP) | Vàng             | 50.000*                       |
| GCC (IFPI Trung Đông) | Bạch kim         | 6.000*                        |
| Đức (BVMI) | Vàng             | 150.000^                      |
| Hy Lạp (IFPI Hy Lạp) | Vàng             | 3.000^                        |
| Hungary (Mahasz) | Vàng             | 3.000^                        |
| Ireland (IRMA) | Vàng             | 7.500^                        |
| Ý (FIMI) | Bạch kim         | 70.000*                       |
| México (AMPROFON) | 2× Bạch kim+Vàng | 150.000‡                      |
| Ba Lan (ZPAV) | Vàng             | 10.000*                       |
| Tây Ban Nha (PROMUSICAE) | Bạch kim         | 60.000^                       |
| Thụy Sĩ (IFPI) | Vàng             | 15.000^                       |
| Anh Quốc (BPI) | Vàng             | 100.000^                      |
| Hoa Kỳ (RIAA) | —                | 352,000                       |
| Venezuela (APFV) | Vàng             | 5.000*                        |
| Tổng hợp |                  |                               |
| Toàn cầu | —                | 2,000,000                     |
| * Chứng nhận dựa theo doanh số tiêu thụ. ^ Chứng nhận dựa theo doanh số nhập hàng. ‡ Chứng nhận dựa theo doanh số tiêu thụ và phát trực tuyến. |                  |                               |

## Lịch sử phát hành

### She Wolf
| Khu vực        | Ngày              | Phiên bản    | Định dạng      | Hãng đĩa               | Ct.           |
| -------------- | ----------------- | ------------ | -------------- | ---------------------- | ------------- |
| Áo             | 9 tháng 10, 2009  | Tiêu chuẩn   | CD tải nhạc số | Epic Sony Music        | [ 76 ]        |
| Bỉ             | 9 tháng 10, 2009  | Tiêu chuẩn   | CD tải nhạc số | Epic Sony Music        | [ 76 ]        |
| Đức            | 9 tháng 10, 2009  | Tiêu chuẩn   | CD tải nhạc số | Epic Sony Music        | [ 76 ]        |
| Ý              | 9 tháng 10, 2009  | Tiêu chuẩn   | CD tải nhạc số | Epic Sony Music        | [ 76 ]        |
| Ireland        | 9 tháng 10, 2009  | Tiêu chuẩn   | CD tải nhạc số | Epic Sony Music        | [ 76 ]        |
| Hà Lan         | 9 tháng 10, 2009  | Tiêu chuẩn   | CD tải nhạc số | Epic Sony Music        | [ 76 ]        |
| Thụy Sĩ        | 9 tháng 10, 2009  | Tiêu chuẩn   | CD tải nhạc số | Epic Sony Music        | [ 77 ]        |
| New Zealand    | 9 tháng 10, 2009  | Tiêu chuẩn   | CD tải nhạc số | Epic Sony Music        | [ 78 ]        |
| Pháp           | 12 tháng 10, 2009 | Tiêu chuẩn   | CD tải nhạc số | Jive Sony Music        | [ 79 ]        |
| Vương quốc Anh | 12 tháng 10, 2009 | Tiêu chuẩn   | CD tải nhạc số | RCA                    | [ 80 ] [ 81 ] |
| Ireland        | 12 tháng 10, 2009 | Tiêu chuẩn   | CD tải nhạc số | RCA                    | [ 80 ] [ 81 ] |
| Đan Mạch       | 12 tháng 10, 2009 | Tiêu chuẩn   | CD tải nhạc số | Sony Music             | [ 82 ]        |
| Phần Lan       | 12 tháng 10, 2009 | Tiêu chuẩn   | CD tải nhạc số | Sony Music             | [ 83 ]        |
| Hy Lạp         | 12 tháng 10, 2009 | Tiêu chuẩn   | CD tải nhạc số | Sony Music             | [ 84 ]        |
| Philippines    | 12 tháng 10, 2009 | Tiêu chuẩn   | CD tải nhạc số | Sony Music             | [ 85 ]        |
| Thụy Điển      | 12 tháng 10, 2009 | Tiêu chuẩn   | CD tải nhạc số | Sony Music             | [ 86 ]        |
| Na Uy          | 12 tháng 10, 2009 | Tiêu chuẩn   | CD tải nhạc số | Sony Music             | [ 76 ]        |
| Nhật Bản       | 14 tháng 10, 2009 | Tiêu chuẩn   | CD tải nhạc số | Sony Music Japan       | [ 87 ]        |
| Brazil         | 15 tháng 10, 2009 | Tiêu chuẩn   | CD tải nhạc số | Sony Music             | [ 88 ]        |
| Thổ Nhĩ Kỳ     | 22 tháng 10, 2009 | Tiêu chuẩn   | CD tải nhạc số | Sony Music             | [ 89 ]        |
| Úc             | 6 tháng 11, 2009  | Tiêu chuẩn   | CD tải nhạc số | Sony Music             | [ 90 ]        |
| Canada         | 23 tháng 11, 2009 | Mở rộng      | CD tải nhạc số | Sony Music             | [ 91 ]        |
| Hoa Kỳ         | 23 tháng 11, 2009 | Mở rộng      | CD tải nhạc số | Epic                   | [ 92 ]        |
| Hoa Kỳ         | 23 tháng 11, 2009 | Cao cấp      | CD+DVD         | Epic                   | [ 93 ]        |
| Hoa Kỳ         | 30 tháng 6, 2021  | Mở rộng      | LP             | Epic Legacy            | [ 94 ]        |
| Hoa Kỳ         | 4 tháng 10, 2024  | Tái bản 2024 | LP             | Epic Legacy            | [ 95 ]        |
| Châu Âu        | 4 tháng 10, 2024  | Tái bản 2024 | LP             | Epic Legacy Sony Music | [ 96 ]        |

### Loba
| Khu vực     | Ngày              | Phiên bản  | Định dạng      | Hãng đĩa        | Ct.    |
| ----------- | ----------------- | ---------- | -------------- | --------------- | ------ |
| Colombia    | 10 tháng 10, 2009 | Tiêu chuẩn | CD tải nhạc số | Epic Sony Music | [ 97 ] |
| Mexico      | 12 tháng 10, 2009 | Tiêu chuẩn | CD tải nhạc số | Epic Sony Music | [ 98 ] |
| Nam Mĩ      | 12 tháng 10, 2009 | Tiêu chuẩn | CD tải nhạc số | Epic Sony Music | [ 76 ] |
| Bồ Đào Nha  | 12 tháng 10, 2009 | Tiêu chuẩn | CD tải nhạc số | Epic Sony Music | [ 76 ] |
| Tây Ban Nha | 13 tháng 10, 2009 | Tiêu chuẩn | CD tải nhạc số | Epic Sony Music | [ 76 ] |
| Argentina   | 22 tháng 3, 2010  | Mở rộng    | CD tải nhạc số | Epic Sony Music | [ 99 ] |